# Calosoma glasunovi
Calosoma glasunovi es una especie de escarabajo del género Calosoma, familia Carabidae. Fue descrita científicamente por Semenov en 1900.
Esta especie es endémica de Uzbekistán.